# مقطع (إقطاعية)

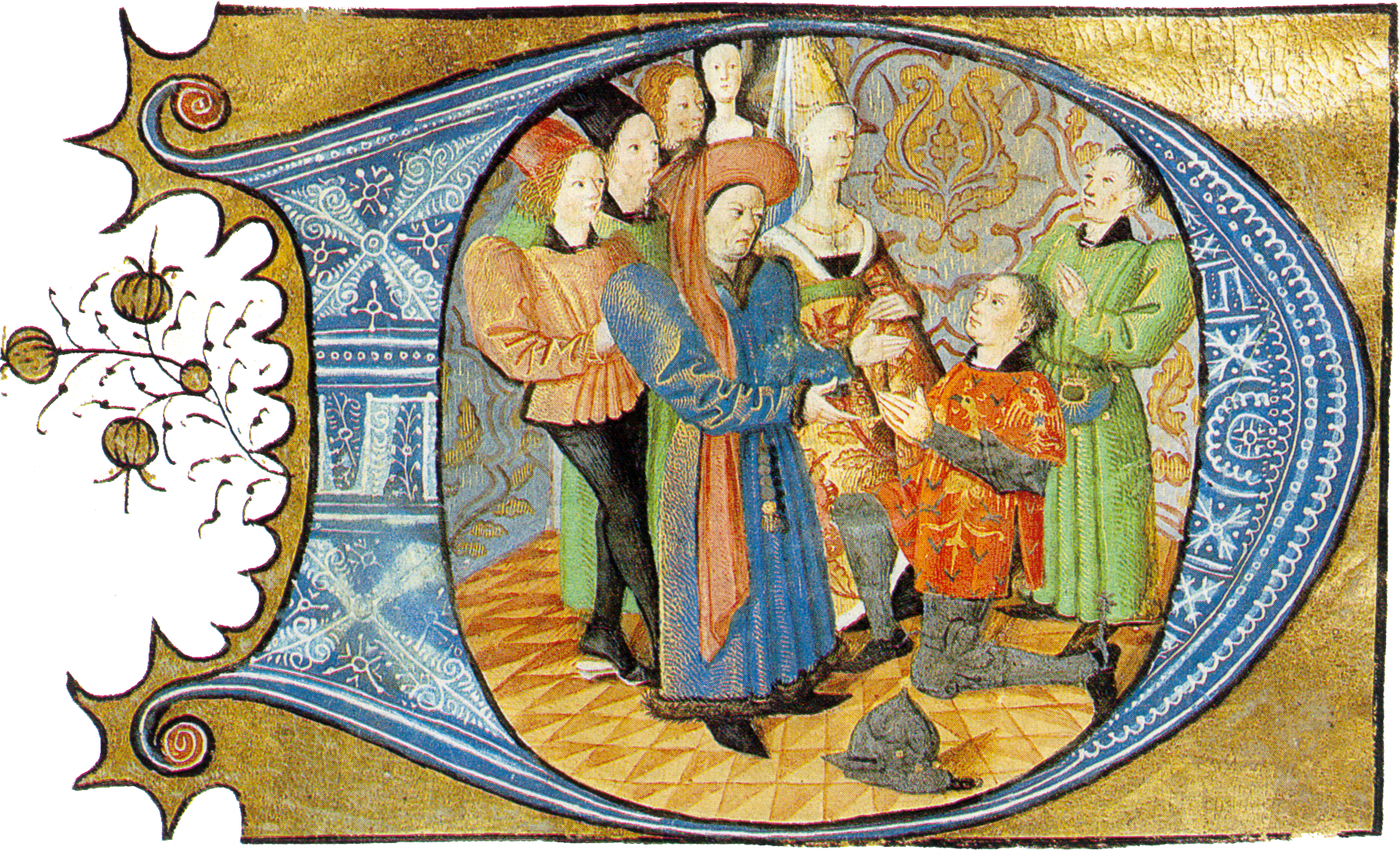
شارل دوق أورليان واقفًا يرتدي ثوباً أزرقاً وغطاء رأس أحمر، يتلقى الإتاوة الضريبية من تابعه أنطوان دي بومون Antoine de Beaumont. لوحة من القرن الخامس عشر، باريس، الأرشيف الوطني الفرنسي.

المـُقـْطـَع (بلاتينية العصور الوسطى: vassallus أو feudatorius أو feudatarius)، هو شخص دخل في التزامات متبادلة مع السيد أو العاهل أو ملك الدولة، فيُقـْطـِعَهُ السيد أرضًا (إقطاعية) لقاء تعهد المـُقـْطـَع بتقديم المساعدة العسكرية لذلك السيد. أما الُمقطَع فيتعهد بالطاعة والإخلاص لسيده.
ظهر هذا النظام لأول مرة في عصر شارلمان حاكم الإمبراطورية الرومانية المقدسة الذي كان يهدي لأصدقائه المحاربين قِطعًا من الأراضي كتعويض لهم عن مساعدتهم إياه في الحروب. ساهم هذا النظام بشكل كبير جدًا في إحداث فوارق اجتماعية بين الناس، مما ساهم في تخلف أوروبا وانتشار الظلم ضد الفقراء.